# Đĩa ăn

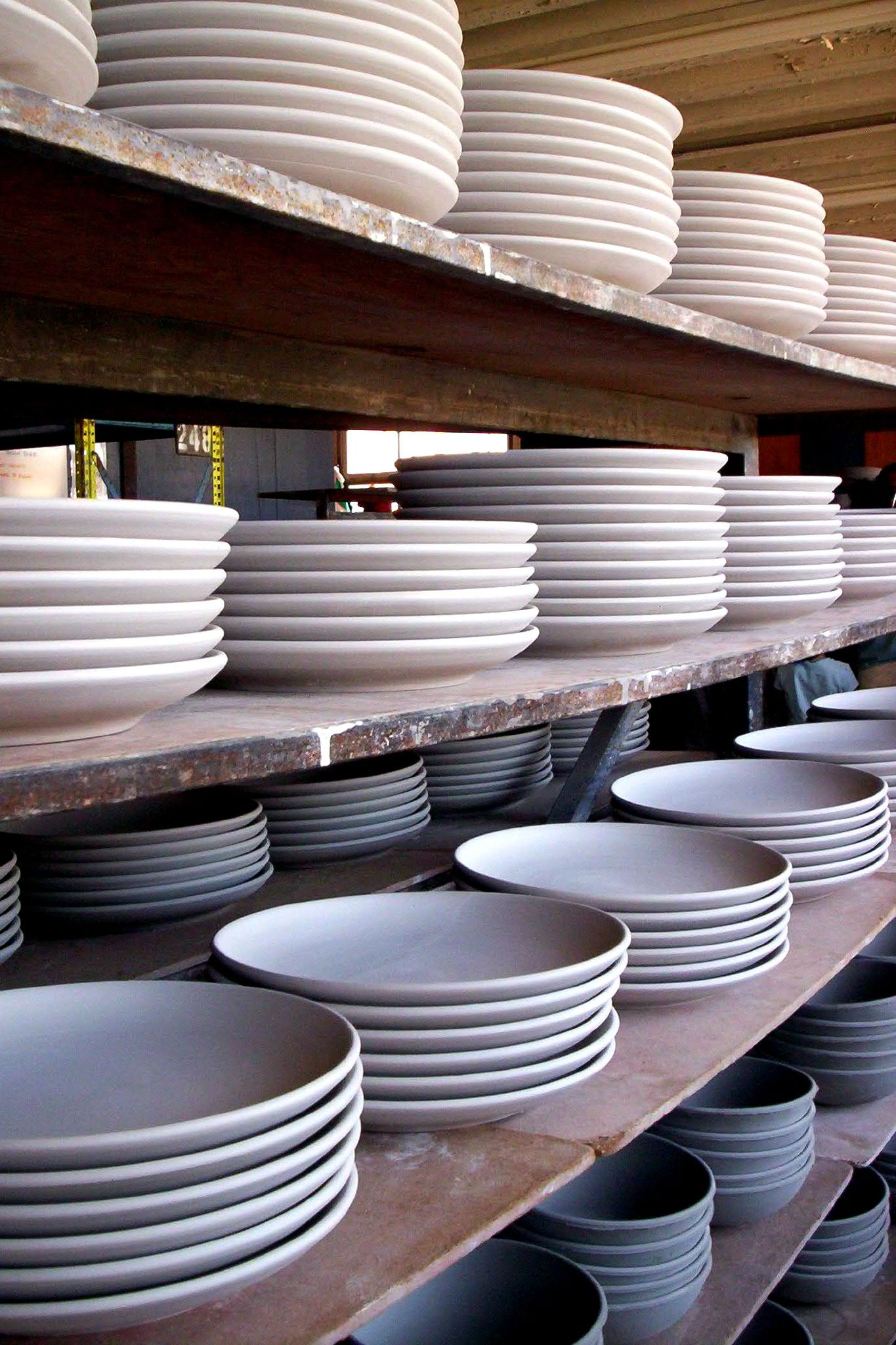
Các chồng đĩa trong một nhà bếp

Đĩa ăn (gọi tắt là đĩa, phương ngữ Bắc Bộ) hay gọi là Dĩa (phương ngữ Nam Bộ) là một dụng cụ tròn, dẹt, có thể lõm ở giữa dùng đựng thức ăn khi đang ăn.
Đĩa thường được làm từ sành sứ, kim loại, thủy tinh. Ngoài ra cũng có các loại đĩa dùng một lần làm từ nhựa, giấy, lá cây.

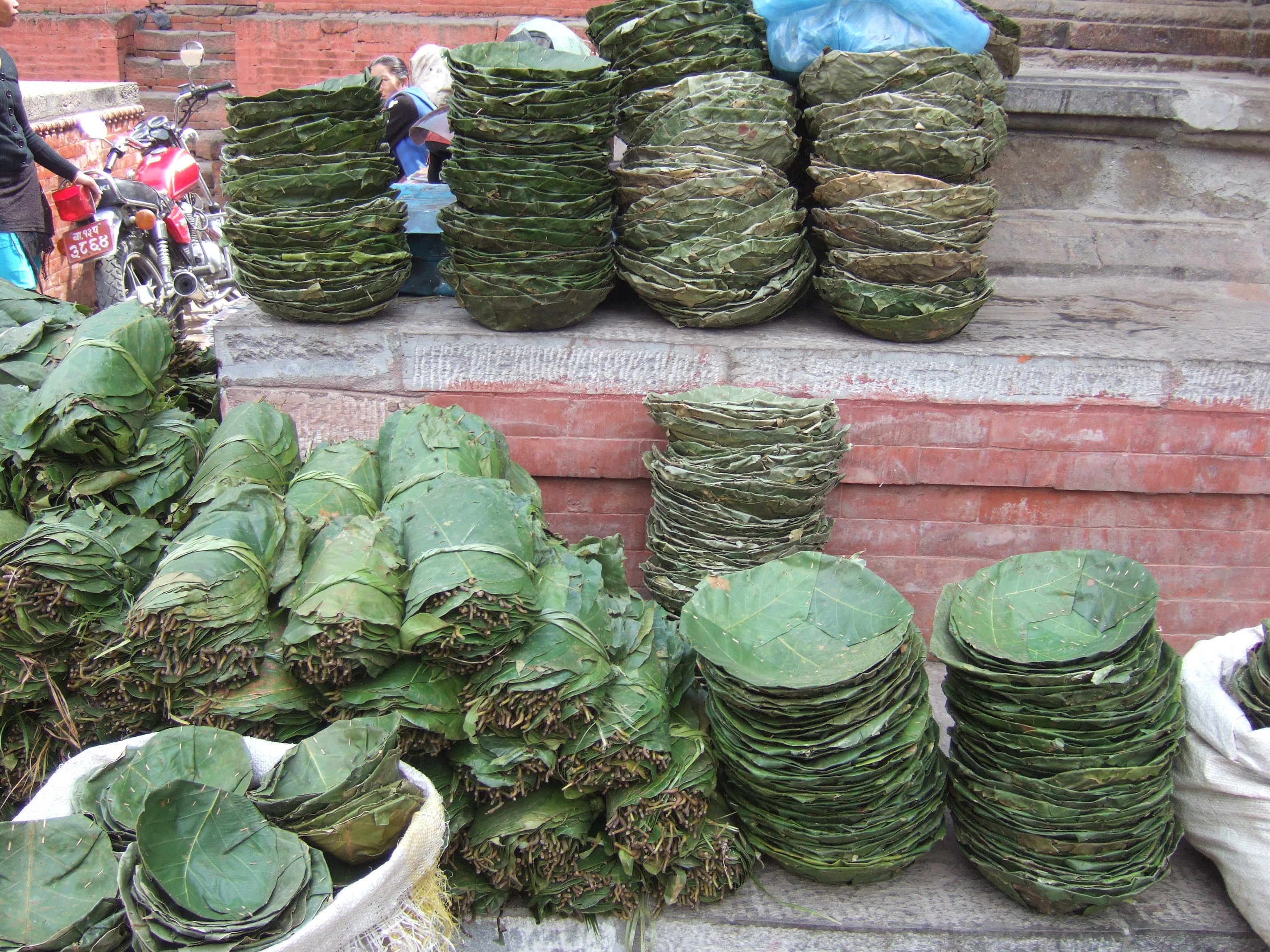
Đĩa ăn tự hủy bằng lá cây tại Kathamndu, Quảng trường Durbar

Đĩa kiểu sưu tầm
- Đĩa kiểu România.
- Đĩa lưu niệm tại Marejada fiesta, Itajai city (Brazil).
- Đĩa Schmidt lưu niệm tại Marejada fiesta, Itajai city (Brazil).